# Daniela Doria
Pour les articles homonymes, voir Doria.
Daniela Doria, née le 22 juin 1957 à Milan (Lombardie), est une actrice et danseuse italienne.

## Biographie
Passionnée de danse dès son plus jeune âge, elle est sélectionnée à l'âge de dix ans par le théâtre de la Scala de Milan où elle se produit pendant trois ans, principalement dans des spectacles du soir. Une passion, celle de la danse, si forte qu'elle néglige l'école, raison pour laquelle son père la retire du corps de ballet du théâtre,.

### Débuts
Elle fait ses débuts en tant que figurante dans le film San Babila : Un crime inutile, un film de 1976 de genre politique inspiré d'une histoire vraie et réalisé par Carlo Lizzani. La même année, elle a son premier rôle dans la comédie La Prof et les Farceurs de l'école mixte réalisée par Mariano Laurenti et avec la participation d'acteurs bien établis du genre comme Alvaro Vitali, Mario Carotenuto, Michele Gammino (it) et Gianfranco D'Angelo. 1976 est également l'année de son troisième film, Le seminariste (it), une comédie burlesque réalisée par Guido Leoni, à laquelle elle participe, cette fois en tant que protagoniste, dans le rôle d'une jeune fille rebelle issue d'une famille aristocratique, Daniela Sanguinetti di San Marzano. À cette occasion, elle a joué aux côtés de Carlo Giuffré.
L'année suivante, en 1977, elle joue dans Le Gynécologue de ces dames (it), une comédie érotique réalisée par le metteur en scène Aristide Massaccesi, qui signe ce film de son pseudonyme le plus utilisé : Joe D'Amato. Daniela, dans ce film, joue le rôle de Tina Arlotti, une épouse qui trompe son mari Nestore Arlotti (Toni Ucci) avec le gynécologue Franco Giovanardi (Renzo Montagnani). Ce dernier tombe inévitablement amoureux d'elle malgré les hordes de femmes charmantes et extrêmement disponibles autour de lui.
En 1978, elle fait partie de la distribution de Avoir vingt ans, réalisé par Fernando Di Leo, un film qui suit le parcours de Gloria Guida et Lilli Carati, deux jeunes femmes belles, libres et émancipées, au sein de la société italienne de l'époque. Elle joue le rôle d'une très jeune fille mère de trois enfants, Patrizia, qui vit dans une communauté hippie peuplée de personnages décalés.

### La collaboration avec Lucio Fulci
1979 marque ses débuts de sa collaboration avec le réalisateur Lucio Fulci. Le premier film auquel elle a participé est Frayeurs, tourné en 1980 dans la ville de Savannah, en Géorgie (États-Unis). L'année suivante, en 1981, elle participe à Le Chat noir, un film tourné en Angleterre librement inspiré de la nouvelle Le Chat noir d'Edgar Allan Poe.
Tourné en 1981, La Maison près du cimetière est sorti en salles le 14 août. Il s'agit du troisième chapitre de la trilogie de la mort de Fulci, tournée entre 1980 et 1981 et comprenant également Frayeurs et L'Au-delà. Considéré par les critiques et par lui-même comme beaucoup moins gore, mais plus dérangeant, effrayant et angoissant.
L'année suivante, en 1982, elle participe pour la quatrième et dernière fois à un long métrage réalisé par Fulci, L'Éventreur de New York. Dans ce film, le réalisateur a confié à l'actrice, qui a beaucoup voyagé, le rôle d'une jeune prostituée très séduisante et irrévérencieuse nommée Kitty. 

### Dernières apparitions
Toujours en 1982, elle participe à la comédie de genre italo-espagnole réalisée par Flavio Mogherini Les Poids lourds avec une distribution d'acteurs éprouvés tels que le duo comique formé par Gigi Sammarchi et Andrea Roncato, Daniela Poggi, Giorgio Bracardi (it), Luciana Turina et Toni Ucci. Ce film a marqué ses adieux à la scène.
En 1983, pour des raisons familiales, elle doit retourner à Milan, sa ville natale, interrompant ainsi sa carrière. Dans les années suivantes, elle a participé à des publicités et à des romans-photos en Italie et en France.

## Filmographie

### Actrice de cinéma
- 1976 : San Babila : Un crime inutile (San Babila ore 20: un delitto inutile) de Carlo Lizzani
- 1976 : La Prof et les Farceurs de l'école mixte (Classe mista) de Mariano Laurenti
- 1976 : Le seminariste (it) de Guido Leoni
- 1977 : Le Gynécologue de ces dames (it) (Il ginecologo della mutua) de Joe D'Amato
- 1978 : Avoir vingt ans (Avere vent'anni) de Fernando Di Leo
- 1980 : Frayeurs (Paura nella città dei morti viventi) de Lucio Fulci
- 1981 : Le Chat noir (Il gatto nero) de Lucio Fulci
- 1981 : La Maison près du cimetière (Quella villa accanto al cimitero) de Lucio Fulci
- 1982 : L'Éventreur de New York (Lo squartatore di New York) de Lucio Fulci
- 1982 : Les Poids lourds (I camionisti) de Flavio Mogherini